# Francis Galton
Francis Galton, född 16 februari 1822 i Birmingham, död 17 januari 1911 i Haslemere, Surrey, var en brittisk antropolog och psykolog. Han var kusin till Charles Darwin.
Galton företog 1846 en resa till Vita Nilen och 1850 (tillsammans med den svenskfödde Charles Andersson) till de västra trakterna av södra Afrika (Narrative of an Explorer in Tropical South Africa, 1853). Han skrev bland annat Art of Travel (1855; flera upplagor) och Meteorographica (1863), i vilken han ådagalade tillvaron av och teorin för anticykloner samt uppgjorde de första synoptiska väderkartorna för Europa. 
Galton sysselsatte sig särskilt med ärftlighetsproblemen i Hereditary Genius, its Laws and Consequences (1869), och i Natural Inheritance (1889) formulerar han en ärftlighetslag, den så kallade Galtons lag.  
Galton undersökte också utrotning av efternamn vilket led till Galton-Watson-processen. 
Ett annat problem som Galton gav en originell behandling är frågan om allmänbegrepp. Tvärtemot Thomas Hobbes, George Berkeley med flera, som förnekat möjligheten av sådana, försvarar Galton deras verklighet och försöker i Inquiries on Human Faculty and its Development (1883) belysa deras uppkomst genom jämförelse med fotografier, som på det sättet tagits af flera personer, att man på en gång använder alla de olika negativen för att tillsammans bilda ett "sammansatt porträtt", i vilket olikheterna tagit ut varandra, så att den gemensamma grundtypen framträder såsom resultat. Detta ämne förde honom in på antropometrin och till utbildandet av fingeravtryckssystemet (Decipherment of Blurred Finger-Prints, 1893, och Fingerprint directories, 1895; jämför daktyloskopi). 
Galton var 1863-1868 sekreterare i British Association och 1868-1901 medlem av den meteorologiska kommittén i Board of Trade. Han erhöll 1853 Royal Geographical Societys, 1886 Royal Societys guldmedalj, 1902 deras  Darwinmedalj och 1910 samma sällskaps Copleymedalj.

## Galtons eugenik
Francis Galton presenterade, inspirerad av kusinen Darwins utvecklingslära, grunden till vad han menade var en ny vetenskap om människan: eugeniken. Frambringandet av arter, menade Galton, innebar en positiv utveckling mot mer högstående livsformer. Människan ansågs, som inom så många andra skalatankar om naturen, vara mest fulländad. Galton gick även ett steg längre och ville på samma sätt värdera människoartens olika individer, eller raser, i en liknande skala av utvecklingsstadier. Idén blev början på socialdarwinismen och tanken på att förbättra människans biologiska natur genom utrensning av mindre livskraftiga individer.